# 여성토론 위드
《여성토론 위드》는 문화방송의 여성토론 프로그램이다.

## 기획 의도 / 개요
각 종 사회 이슈들을 여성 패널들을 중심으로 다루는 여성토론 프로그램이다.
2011년 11월 28일에 처음 방영을 시작하였다.

## 방송 시간
| 방송 채널 | 방송 기간                           | 방송 시간                             |
| MBC       |                                     |                                       |
| --------- | ----------------------------------- | ------------------------------------- |
| MBC       | 2011년 11월 28일 ~ 2014년 11월 10일 | 매주 월요일 오전 11:00 ~ 11:55 (55분) |

## 사회자

### 역대 사회자
- 1기 2011.11.28 ~ 2012.2.13 : 이정민
- 2기 2012.2.27 ~ 2012.6.25 : 김창옥
- 3기 2012.7.2 ~ 2013.3.11 : 오승연
- 4기 2013.3.18 ~ 2014.11.10 : 방현주

## 방송 내용

### 2011년
- 1회 (11월 28일) : 삶의 최전선! 여성들이 내몰린다
- 2회 (12월 5일) : 가계 빚 900조, 해법을 찾아서
- 3회 (12월 12일) : 대학거부, 용기인가 치기인가?
- 4회 (12월 19일) : 이혼전쟁, 주부의 재산권은 어디까지인가?
- 5회 (12월 26일) : 학생 내신 절대평가, 누구를 위한 제도인가?

### 2012년
- 6회 (1월 2일) : 2012년, 각 당의 여성정책은?
- 7회 (1월 9일) : 죽음을 부르는 학교폭력 1부-그 실체는?
- 8회 (1월 16일) : 죽음을 부르는 학교폭력 2부-해결책은 없나?
- 9회 (2월 6일) : 성형 권하는 사회, 대한민국
- 10회 (2월 13일) : 데이, 데이, 데이, 누구를 위한 날인가?
- 11회 (2월 27일) : 학생의 인권, 무엇이 문제인가?
- 12회 (3월 12일) : 비싸도 좋다, 브랜드에 열광하는 사람들
- 13회 (3월 19일) : 10대들의 꿈 연예인! 어떻게 볼 것인가?
- 14회 (3월 26일) : 조기 유학, 효과 있나?
- 15회 (4월 2일) : 마트 vs 시장, 주부들의 선택은?
- 16회 (4월 16일) : 혼수, 모피는 필수! 명품백은 선택?
- 17회 (4월 23일) : 알파맘 vs 베타맘, 자녀성적은 엄마하기 나름?
- 18회 (4월 30일) : 19대 여성 국회의원 당선인에게 듣는다!
- 19회 (5월 7일) : 교권 보호 조례, 교사 인권 살리는 길인가?
- 20회 (5월 14일) : 강남 투기지역 해제, 부동산시장  살릴 것인가?
- 21회 (5월 21일) : 청소년 범죄, 처벌 강화해야 하나?
- 22회 (6월 4일) : 김금래 여성가족부 장관에게 듣는다!
- 23회 (6월 11일) : 피임약, 의사 처방 필요한가?
- 24회 (6월 18일) : 유영숙 환경부 장관에게 듣는다!
- 25회 (6월 25일) : 음주폭력, 가중처벌 해야 하나?
- 26회 (7월 2일) : 성범죄자, 화학적 거세 논란!
- 27회 (7월 9일) : 무상보육, 선별지원 논란!
- 28회 (7월 16일) : 스타의 술 광고, 무엇이 문제인가?
- 29회 (7월 23일) : 선행학습을 금지해라?
- 30회 (8월 13일) : 런던 올림픽, 무엇을 남겼나?
- 31회 (8월 20일) : 대형마트 의무 휴업, 무엇이 문제인가?
- 32회 (8월 27일) : 전자 발찌, 성폭행 막을 수 있나?
- 33회 (9월 3일) : 대한민국에서 여성으로 산다는 것은?
- 34회 (9월 10일) : 아동 성폭행, 대책은 없나?
- 35회 (10월 8일) : 대중문화 선정성 규제! 보호인가? 간섭인가?
- 36회 (10월 15일) : 비만도 죄? 다이어트 권하는 사회
- 37회 (10월 22일) : 128만원 영어 유치원, 효과 있나?
- 38회 (10월 29일) : 대한민국 성평등! 디딤돌과 걸림돌은?
- 39회 (11월 5일) : 편견과 싸우는 그녀들, 미혼모를 말하다!
- 40회 (11월 12일) : 다문화 가정, 우리도 한국 사람입니다!
- 41회 (11월 19일) : 결혼은 미친 짓이다?
- 42회 (11월 26일) : 대선특집 <여,야 여성 대변인에게 듣는다>
- 43~44회 (12월 10일 ~ 12월 17일) : 대선특집 특별방송
- 45회 (12월 24일) : 대한민국 첫 여성 대통령에게 바란다!
- 46회 (12월 31일) : 2012년 여성, 무엇을 남겼나?

### 2013년
- 47회 (1월 7일) : 집값, 바닥인가?
- 48회 (1월 14일) : 자살 1위 대한민국, 이대로 괜찮은가?
- 49회 (1월 21일) : 성매매 특별법, 위법인가?
- 50회 (1월 28일) : 하우스푸어, 해결책은 없는가?
- 51회 (2월 4일) : 원치 않은 임신, 당신의 선택은?
- 52회 (2월 18일) : 살인 부른 층간 소음, 해결책 없나?
- 53회 (3월 4일) : 국민연금! 오해와 진실은?
- 54회 (3월 11일) : 국제중학교, 이대로 괜찮은가?
- 55회 (3월 18일) : 대형마트에서 콩나물 못 산다?!
- 56회 (3월 25일) : 서민 울리는 전셋값, 대책 없나?
- 57회 (4월 1일) : 빚 안 갚아도 되나? 국민행복기금 논란
- 58회 (4월 8일) : 4.1 부동산 대책? 집 살까? 팔까?
- 59회 (4월 15일) : 군가산점제, 부활하나?
- 60회 (4월 22일) : 조윤선 여성가족부 장관에게 듣는다!
- 61회 (4월 29일) : 부부사이, 강간죄 성립하나?
- 62회 (5월 13일) : 어린이집 믿고 보내도 되나?
- 63회 (5월 20일) : 아이들이 버려진다? 입양특례법 논란
- 64회 (5월 27일) : 육아휴직! 안 쓰나, 못 쓰나?
- 65회 (6월 10일) : 비만세! 비만 줄일까?
- 66회 (6월 17일) : 결혼도 돈으로 산다?
- 67회 (6월 24일) : 시간제 일자리! 여성 취업 늘어나나?
- 68회 (7월 1일) : 친고죄 폐지! 성범죄 줄일까?
- 69회 (7월 8일) : 6.30 취득세 감면 종료! 하반기 부동산 시장은?

## 같이 보기
- MBC 100분 토론 (MBC의 토론 프로그램)
- SBS 토론공감 (SBS의 토론 프로그램)
- 생방송 심야토론 (KBS 1TV의 토론 프로그램)
- 여성시대 (MBC의 여성을 주제로 한 라디오 프로그램)